# Scanio
Scanio  (in croato Mali Sikavac) è un'isola disabitata della Dalmazia settentrionale nella regione zaratina, in Croazia. Si trova nel mare Adriatico a sud di Pago. Assieme all'adiacente isolotto San Paolo sono anche chiamati scogli Zicovza.
Amministrativamente appartiene al comune di Pago nella regione zaratina.

## Geografia
Scanio, a continuazione di San Paolo, è il naturale prolungamento del promontorio meridionale di Pago di punta Scamniza (Škamica) che divide valle Pogliana Vecchia (uvala Stara Povljana) da valle Scania o Vlassich (uvala Vlašići) e si trova nella baia di Giuba o vallone di Gliubaz (Ljubački zaljev). A nord-ovest il passaggio Ždrilo divide l'isola da San Paolo che dista circa 270 m.
L'isola ha una superficie di 0,136 km², la sua costa è lunga 1,76 km, l'altezza è di 11,7 m s.l.m..

### Isole adiacenti
- Leporine (Zečevo), a ovest a 2 km[2].
- San Paolo (Veli Sikavac), a nord-ovest.

### Cartografia
- (HR) Mappa topografica della Croazia 1:25000, su preglednik.arkod.hr. URL consultato il 12 giugno 2017.
- Carta di cabottaggio del mare Adriatico, foglio VII, Milano, Istituto geografico militare, 1822-1824. URL consultato il 12 giugno 2017 (archiviato dall'url originale il 13 aprile 2013).